# Fejria Deliba
Fejria Deliba és una actriu, guionista i directora francesa.

## Biografia
És la setena de nou fills, i va créixer en una ciutat dels suburbis parisencs de Val-de-Marne. El 1985, va protagonitzar un clip d'un èxit de Daniel Balavoine, L'Aziza, escollit una mica per casualitat en el càsting d'aquesta obra antiracista. Va continuar formant-se com a actriu, amb classes gratuïtes a la Ciutat de París, després amb Yves Pignot. Allà, es va fer amiga d'Albert Dupontel. Després de ser retinguda en formació de 1987 a 1989 a l'École du Théâtre national de Chaillot, una jove escola dirigida aleshores per Antoine Vitez, va començar realment una carrera d'actriu a l'escenari.
Però a partir de 1988, també va aparèixer al cinema, sobretot com una de les dones joves a La Bande des quatre de Jacques Rivette. Jacques Rivette la va veure a Vitez i la va retenir en els seus castings, amb Laurence Côte i Bernadette Giraud, tant al teatre com al cinema. També apareix a la televisió. Va actuar en teatre, cinema i televisió fins al 2008, quan va fer una pausa.
Com a directora, el seu primer curtmetratge, l'any 1991, Le Petit chat est mort, va guanyar diversos premis. Porta Molière a la cuina d'un HLM als suburbis parisencs.
El 2016, el seu primer llargmetratges, D'une pierre deux coups, va tenir una bona acollida crítica.

## Filmografia

### Com actriu
Cinema
- 1988 : De bruit et de fureur de Jean-Claude Brisseau : Mina
- 1989 : La Bande des quatre de Jacques Rivette[6] : Anna
- 1991 : Le Petit chat est mort de Fejria Deliba (curtmetratge)
- 1997 : Sous les pieds des femmes de Rachida Krim : Aya
- 1998 : Fin août, début septembre d'Olivier Assayas : l'amie de Lucie
- 1999 : Haut les cœurs ! de Sólveig Anspach : l'infirmière en chimio
- 1999 : Crème et crémaillère de Rima Samman (curtmetratge)
- 2000 : Marie-Line de Mehdi Charef : Meriem
- 2001 : Roberto Succo de Cédric Kahn : l'examinatrice médicale
- 2001 : Inch'Allah dimanche de Yamina Benguigui [7] : Zouina
- 2002 : La Fosse rouge de Sylvain Labrosse (curtmetratge) : l'examinatrice
- 2005 : Juste une vache de Guy-Marie Lopez (curtmetratge) : Katie
- 2008 : Nés en 68 d'Olivier Ducastel i Jacques Martineau : Dalila
- 2008 : Des poupées et des anges de Nora Hamdi : la mare
- 2009 : Au voleur de Sarah Leonor (Sarah Petit) : Nouria
- 2010 : Tout ce qui brille de Géraldine Nakache et Hervé Mimran : Nadia
- 2011 : Carré blanc de Jean-Baptiste Léonetti : la mare de Philippe
- 2012 : Mes héros d'Eric Besnard : Rachida
- 2016 : D'une pierre deux coups de Fejria Deliba : Sonia
- 2018 : Grâce à Dieu de François Ozon : l'advocada
- 2021 : Arthur Rambo de Laurent Cantet : la femme politique Sonia Boukra
- 2021 : Playlist de Nine Antico : la mare de Louise
- 2022 : Un beau matin de Mia Hansen-Løve
- 2022 : 16 Ans de Philippe Lioret

Televisió
- 1991 : Deux flics à Belleville de Sylvain Madigan
- 1992 : Pleure pas ma belle de Michel Andrieu
- 1999 : Avec les loups, dans la série Navarro de Patrick Jamain
- 1999 : Médecins de nuit de Gilles Béhat
- 2001 : 17 rue des Moulins de Rémy Burkel
- 2003 : Virus au paradis de Olivier Langlois
- 2004 : Permis d'aimer de Rachida Krim
- 2004 : Grand Froid, dans la série Jeff et Léo, flics et jumeaux d'Olivier Guignard
- 2005 : Les Montana de Benoît d'Aubert
- Pas si simple de Rachida Krim.
- Garçon manqué de David Elrieux.
- Les beaux mecs de Gilles Bannier.
- Bouquet final de Josée Dayan.
- Boulevard du palais de Christian Bonnet.
- Meurtres à Saint-Malo de Lionel Bailliu.
- Dame de sang d'Alexis Lecaye.
- 2015 : Cheyenne de Jean-Marc Brondolo
- 2018 : Ronde de nuit d'Isabelle Czajka
- 2021 :  Un si grand soleil

Clip
- 1985 : L'Aziza, de Daniel Balavoine, dirigit per Olivier Chavarot

### Directora
- 1991: Le Petit chat est mort, curtmetratge.[2]
- 2016 : D'une pierre deux coups

## Teatre
- 1989 : Passions-Charlotte Corday de Michel Authier, direcció de Jean-Louis Jacopin, creació al Théâtre de Caen
- 989 : Tite et Bérénice de Pierre Corneille, direcció de Jacques Rivette, creació al Théâtre Gérard-Philipe (Saint-Denis) : Bérénice[2][8].
- 1989-1992 : Pathologies verbales, homenatge a Littré, direcció de Thierry Bédard, Théâtre Gérard-Philipe (Saint-Denis)
- 1990 : La Comédie des mots, d'Arthur Schnitzler, direcció de Philippe Froger, Théâtre Quotidien, Lorient, Festival des Tombées de la nuit
- 1992 : Bérénice de Racine, direcció de Christian Rist, Théâtre de l’Athénée, gira per França : Bérénice
- 1995 : Une famille déplacée, de Pierre Bourdieu, direcció de Laurent Bénichou, Cartoucherie de Vincennes
- 1995 : La Misère du monde, de Pierre Bourdieu, direcció de Philippe Adrien, Cartoucherie de Vincennes
- 2001 : Oum, de Selim Nassib, direcció de Lotfi Achour

## Distincions
- 2013 : Guanyador de la Fundació Gan per al Cinema pel llargmetratge D'une pierre deux coups[9]
- 2014: Gran premi del públic pel guió D'une pierre deux coups, llegit per Fejria Deliba al Festival Premiers Plans d'Angers emès a France Culture (podcast)
- 2016: Gran Premi del Públic pel primer llargmetratge D'une pierre deux coups al Festival Premiers Plans d'Angers
- Premi d'interpretació femenina al festival d'Albi, a la XXIII edició de la Mostra de València,[10] al festival d'Arcachon pel seu paper a Inch'Allah dimanche, Yamina Benguigui, Gran premi al Mont-real, gran premi al festival de Marràqueix, premi de la crítica internacional al festival de Toronto, premi a la millor pel·lícula, premi del públic i premi d'actuació al festival d'Arcachon..
- 2017 : D'une pierre deux coups, nominada al premi Louis Delluc a la primera pel·lícula.